# Genocida původních obyvatel Paraguaye během vojenské diktatury
Genocida původních obyvatel Paraguaye, respektive příslušníků kmenů Guaraníů, Ajoréů, Acéů, Sanapanů a Maskojů, žijících v paraguayské části regionu Gran Chaco, se odehrála v letech 1956 až 1989 během vojenské diktatury Alfreda Stroessnera.
Řada indiánských osad stála v cestě hospodářskému vývoji (překážely těžařským společnostem, dřevorubcům nebo farmářům). Stroessner nechal odsunout přes tisíc členů kmene Acéú (či Aché) do rezervací, které ale spíše byly internačním táborem. Odbojní indiáni byli mučeni a jejich ženy znásilňovány. Byly také na nich dělány lékařské pokusy. Ve městě San Juan existoval i v této době trh s indiánskými otroky. Na perzekuci indiánů se aktivně podílela řada uprchlých nacistů, kteří žili pod falešnou identitou v Paraguayi.

## Historie
V letech 1956 až 1989, kdy byla v Paraguayi vojenská diktatura generála Alfreda Stroessnera, bylo domorodému obyvatelstvu zabráno více území než v jakémkoli jiném období paraguayské historie a bylo vystaveno systematickému porušování lidských práv. V roce 1971 německý antropolog Mark Münzel obvinil Stroessnera z pokusu o genocidu domorodých obyvatel Paraguaye a jezuitský antropolog Bartomeu Melià prohlásil, že násilné přesídlení domorodých obyvatel bylo etnocidou. Na začátku 70. let byl Stroessnerův režim mezinárodními skupinami obviněn ze spoluúčasti na genocidě. Kvůli represivním akcím státu se však domorodé kmeny politicky zorganizovaly a sehrály významnou roli v dosažení konce vojenské diktatury a případného přechodu k demokracii. Stát tyto represivní akce financoval z pomoci USA, která v letech 1962 až 1975 Paraguayi poskytla celkem 146 milionů dolarů.
Zprávy o masakrech kmene Acéů (či Aché) sahají až do roku 1903. Během 60. a 70. let 20. století, za Stroessnerovy diktatury, však zemřelo 85 % kmene, přičemž mnoho z nich bylo zabito mačetami. Vyvraždění kmene bylo součástí jejich odstranění z cesty rozvoje dřevařského průmyslu, těžby, zemědělství a rančerství. Jeden odhad uvádí, že šlo o 900 úmrtí. Podle Jérémie Gilberta situace v Paraguayi ukázala, že je obtížné poskytnout důkazy potřebné k prokázání „specifického úmyslu“ na podporu tvrzení, že došlo ke genocidě. Acéové, jejichž kulturní skupina je nyní považována za vyhynulou, se stali obětí rozvoje ze strany státu, který podporoval průzkum jejich území nadnárodními společnostmi pro získávání přírodních zdrojů. Gilbert dochází k závěru, že ačkoli došlo k plánovanému a dobrovolnému ničení, stát argumentuje, že neexistoval žádný genocidní záměr, protože to, co se stalo, bylo způsobeno rozvojem.
Obvinění z genocidy ze strany státu bylo předloženo Meziamerické komisi pro lidská práva (součást Organizace amerických států), která má jurisdikci ve věcech obvinění z genocidy spáchané státem. Komise vydala předběžné rozhodnutí, že Paraguay genocidu neprovedla, ale uvedla, že má obavy z „možného zneužívání ze strany soukromých osob v odlehlých oblastech území Paraguaye“. Avšak Whitakerova zpráva OSN uvádí pronásledování Acéů jako příklad genocidy.
To, zda v tomto případě došlo ke genocidě, závisí na použité definici genocidy. Pokud se použije definice Raphaela Lemkina, který tento termín zavedl, pak v Paraguayi docházelo ke genocidě domorodých obyvatel. Současná Úmluva o zabránění a trestání zločinu genocidia ve své definici genocidy nezahrnuje politické skupiny.